# 拉貝河畔科斯泰萊茨

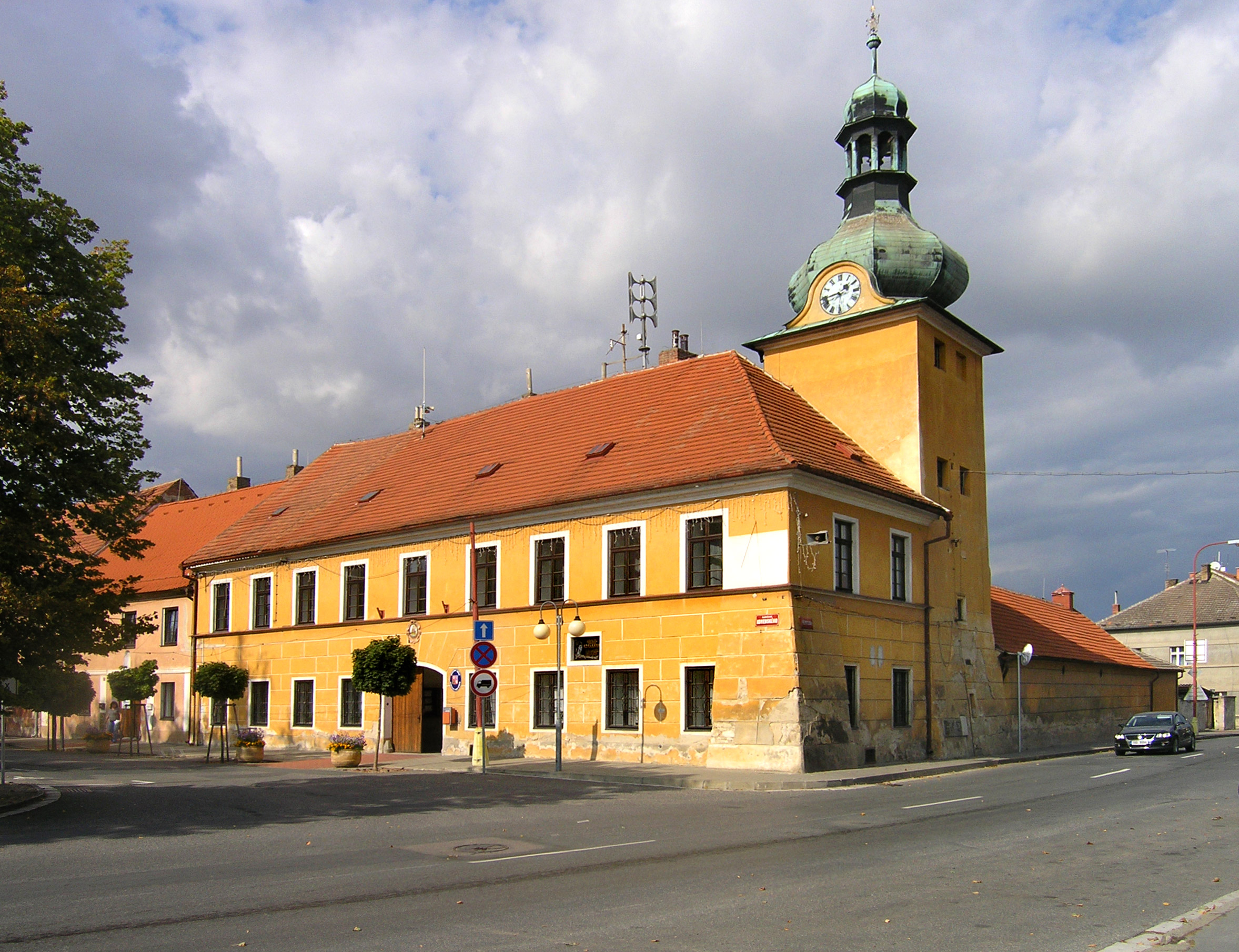

拉貝河畔科斯泰萊茨是捷克的城鎮，位於該國北部，距離首都布拉格20公里，由中波希米亞州負責管轄，面積15.56平方公里，海拔高度172米，2006年人口3,266。

## 外部連結
- Kostelec nad Labem - fotografie z let minulych